# Louejärvi
Louejärvi är en sjö i Finland. Den ligger i kommunen Rovaniemi i landskapet Lappland, i den norra delen av landet, 700 km norr om huvudstaden Helsingfors. Louejärvi ligger 93,4 meter över havet. Den är 11,97 meter djup. Arean är 1,42 kvadratkilometer och strandlinjen är 7,43 kilometer lång. Sjön  ingår i Kemi älvs huvudavrinningsområde. 